# 1545
Cette page concerne l'année 1545  du calendrier julien. Pour l'année 1545 av. J.-C., voir 1545 av. J.-C.
L'année 1545 est une année commune qui commence un jeudi.

## Événements

### Afrique
- Les Oromos, peuple païen venu semble-t-il des vallées du Ouébi et du Juba, profitant de l’agitation des Somali et des vides laissés par le départ en campagne des troupes musulmanes en Éthiopie, ont progressé vers le nord. Ils se heurtent pour la première fois à une troupe éthiopienne, à l’est du lac Zouaï, dans le Bateramora, qu’ils défont. D’autres vagues envahissent le Daouaro et le Fatajar (1545-1547). le négus d'Éthiopie Claude parvient à les détourner provisoirement vers le Harar, qu’ils dévastent, apportant la famine[1].
- Daoud, frère de l’Askia de Gao, occupe provisoirement la capitale du Mali[2].
- Début du règne de Francisco Ier du Kongo[3].

### Amérique

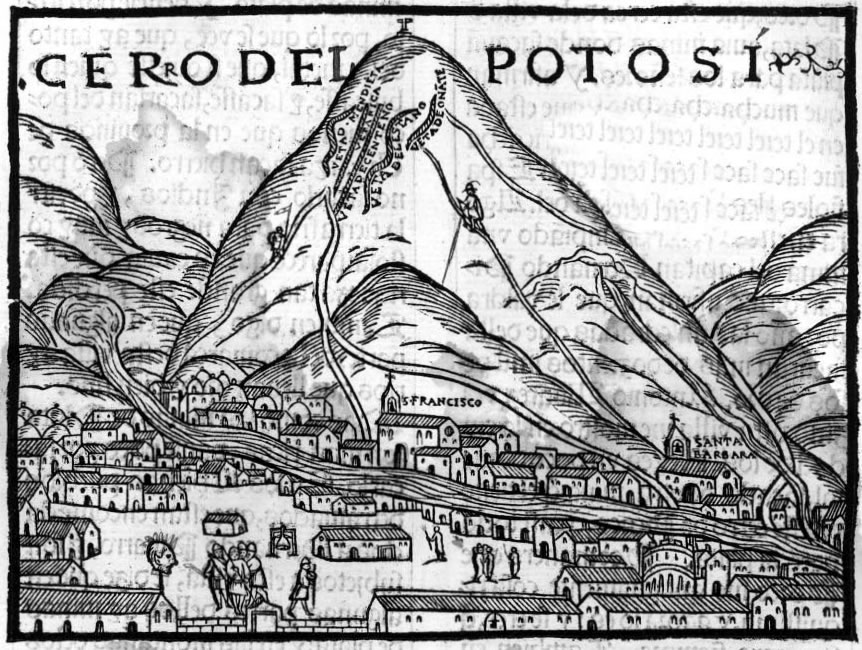
21 avril : ouverture des mines de Potosí. La ville et le Cerro Rico, gravure de 1553. L'exploitation des mines d'argent du Potosí, enrichit les colons, le trésor espagnol, les corsaires et l'Europe pendant un siècle et demi, mais provoque la mort de millions d'Amérindiens du fait du travail forcé imposé par les Espagnols. Cette exploitation est la cause de nombreux soulèvements d'Indiens entre le XVIe siècle et le XVIIIe siècle.

- 4 mars, guerre civile au Pérou : Gonzalo Pizarro part de Lima (prise en octobre 1544), pour poursuivre vers le nord le vice-roi Blasco Núñez Vela qui se réfugie à Popayán (Colombie)[4].
- 21 avril : ouverture, au pied du Cerro Rico (la Montagne riche), des mines d'argent de Potosí au Pérou (actuellement en Bolivie), par Juan de Villarroel (es)[5]. Pendant près de 30 ans, aux mines de Potosí, les Indiens imposent leurs propres modes d’extraction, que les occupants n’arrivent pas à contrôler. Ce n’est qu’en 1574, lors de l'introduction d'une technique d’amalgame, que les Espagnols peuvent briser le contrôle que les Indiens exercent sur la production d’argent.
- 19 juin/3 janvier 1547 : création de Santos au Brésil[6].
- Juin : dans la province de Charcas (Haut-Pérou), Diego Centeno (es) s’oppose à la tyrannie de Gonzalo Pizarro après l’assassinat de Gómez de Luna par le lieutenant de Pizarro, Francisco de Almendras. Celui-ci est assassiné et les troupes d’Alonso de Toro sont défaites par celles de Centeno. Pizarro envoie alors Francisco de Carvajal qui poursuit Centeno jusqu’à Arequipa sans que celui-ci puisse l’affronter. Centeno se cache dans une grotte tandis que ses troupes dirigées par Lope de Mendoza sont vaincues à las Huarinas (20 octobre 1547)[7].

- 2 septembre : Álvar Núñez Cabeza de Vaca, renvoyé en Espagne après sa déposition, arrive à Séville ; il est envoyé en prison à Madrid, puis assigné à domicile et exilé à Oran après son jugement le 18 mars 1551[8].

- Assassinat de Manco Capac II par un conquistador qui lui tendit un piège par trahison. Début du règne de son fils Sayri Tupac, souverain inca de Vilcabamba (fin en 1560)[9].

- Épidémie de variole au Mexique tuant 800 000 Indiens[10].

### Asie et Océanie

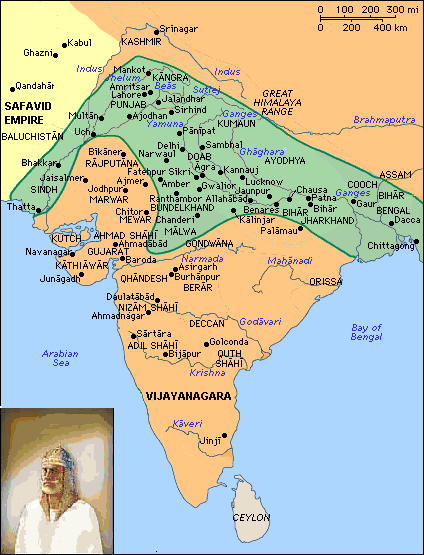
L'empire de Sher Shâh Sûrî

- 22 mai : Sher Shâh Sûrî meurt accidentellement d’une explosion de poudre à canon[11].
- 26 mai : Jalal Khan succède à la tête du sultanat de Delhi à son père Sher Shâh Sûrî après avoir évincé son frère ainé Adil Khan. Il prend le nom d'Islam Shah (parfois Salim Shah) et affermit son pouvoir grâce à l’armée et aux réformes administratives avisées de son père[12].
- 17 juin : Yñigo Ortiz de Retez atteint la Nouvelle-Guinée qu'il nomme Novo Guinea, en raison de la ressemblance des indigènes avec ceux des tribus d’Afrique de l’Ouest, et la revendique pour l'Espagne[13].
- 1er septembre : l'empereur moghol Humâyûn prend Kandahar à son demi-frère Mirza Kamran avec l'aide de Tahmasp Ier[14].
- 25 septembre : le missionnaire jésuite espagnol François Xavier arrive à Malacca[15].
- 16 novembre : Humâyûn s'empare de Kaboul[14].

- Japon : siège de Takatō[16]. Bataille de Kawagoe[17]. Siège de Ryūgasaki.
- Quatrième et dernière purge des sarim dans le royaume Chosŏn (Corée)[18].
- Début du règne de Chah khan, khan Djaghataïde au Turkestan, à la mort de Mansur Khan (fin en 1570)[19]. Il doit affronter des révoltes qui livrent le bassin du Tarim au chaos. Deux familles opposées, les Ak-Taghlik et les Kara-Taghlik dominent une mosaïque de principautés.

- Assassinat du prince vietnamien Nguyễn Kim ; guerre civile au Viêt Nam[20].

### Europe

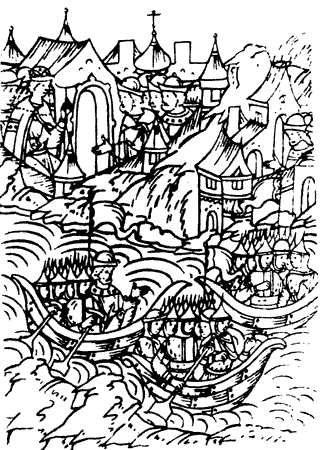
Expédition russe contre Kazan

- Janvier : plus de cinquante navires sont coulés par la tempête en Adriatique, dont trois naves vénitiennes allant vers la Syrie avec plus de 100 000 ducats à bord[22].
- 27 février : victoire des Écossais sur les Anglais à Ancrum Moor[23].

- 3 juillet : victoire navale française sur l'Angleterre à la bataille de Chef-de-Caux à l'embouchure de la Seine (Sainte-Adresse)[24].

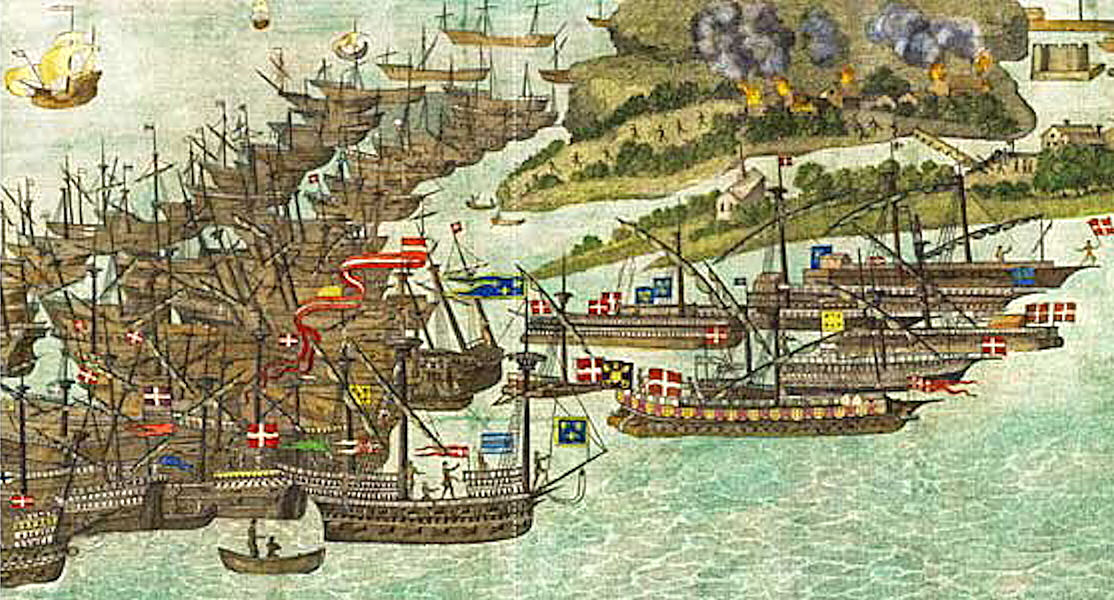
Juillet : invasion française de l'île de Wight, tentative avortée de débarquement en Angleterre

- 18-19 juillet : affrontement naval entre la France et l'Angleterre à la bataille du Solent ou de Portsmouth, près de l'Île de Wight. Le « Mary Rose » est coulé[25].
- 15 août : victoire navale française sur l'Angleterre à la bataille de Boulogne[26].
- Automne : l’électeur palatin, le landgrave de Hesse et le duc de Saxe, chefs de la Ligue de Smalkade, s’engagent contre le duc de Brunswick-Wolfenbüttel, catholique qui s’efforce de reconquérir son duché sur les protestants qui l’ont chassé[27].
- 13 décembre : ouverture du Concile de Trente, 19e Concile Œcuménique[28]. Il se tiendra en trois session : 1545-47 ; 1551-52 et 1562-63. Les papes de l'époque n'y participeront pas directement. Dans une chrétienté profondément divisée L'Église romaine y met en route la Contre-Réforme catholique.

- Publication à Londres par Roger Ascham de Toxophilus, premier livre sur le tir à l'arc écrit en anglais.

## Naissances en 1545
- 11 janvier : Guidobaldo del Monte, mathématicien, philosophe et astronome italien († 6 janvier 1607).
- 2 février : Nicolas Reusner, jurisconsulte et poète († 12 avril 1602).
- 14 février : Lucrèce de Médicis, personnalité de la noblesse du XVIe siècle, fille de Cosme Ier, Grand-duc de Toscane et de Éléonore de Tolède († 21 avril 1561).
- 24 février ou 24 février 1547 : Juan d'Autriche, prince espagnol de la famille des Habsbourg († 1er octobre 1578).
- 2 mars : Thomas Bodley, diplomate anglais, resté célèbre en tant que fondateur de la bibliothèque Bodléienne (« Bodleian Library ») de l’université d’Oxford († 28 janvier 1613).
- 18 mars : Jules Echter von Mespelbrunn, prince-évêque de Wurtzbourg et duc de Franconie († 13 septembre 1617).
- 25 mars : Jean de Schleswig-Holstein-Sonderbourg, duc de Schleswig-Holstein-Sonderbourg († 9 octobre 1622).
- 1er avril : Peder Claussøn Friis, pasteur, historien et topographe norvégien († 15 octobre 1614).
- 2 avril : Élisabeth de France, reine consort d'Espagne, de Sicile et de Naples, duchesse de Bourgogne, de Milan, de Brabant, de Luxembourg et de Limbourg, comtesse de Flandre et comtesse palatine de Bourgogne († 3 octobre 1568).
- 7 avril : Gian Francesco Biandrate di San Giorgio Aldobrandini, cardinal italien († 16 juillet 1605).
- 15 avril : Charles II de Münsterberg-Œls, duc d'Oels, de Bernstadt et de Münsterberg, comte de Glatz, gouverneur de Silésie pour les empereurs Rodolphe II et Matthias († 28 janvier 1617).
- 20 avril : Marie Grey, troisième et dernière fille de Henry Grey, 1er duc de Suffolk et de Lady Frances Brandon († 30 avril 1578).
- 28 avril : Yi Sun-sin, amiral coréen († 16 décembre 1598).
- 1er mai :
  - François du Jon, linguiste, exégète et professeur de théologie réformée, disciple de Calvin et de Théodore de Bèze († 13 octobre 1602).
  - Neidhardt von Thüngen, prince-évêque de Bamberg († 26 décembre 1598).
- 22 mai : Charles Christophe de Münsterberg, duc de Münsterberg et comte de Glatz († 17 mars 1569).
- 24 mai : Dorothée de Lorraine, princesse de la maison de Lorraine, fille du duc François Ier de Lorraine et de Christine de Danemark († 2 juin 1621).
- 6 juin : Jérôme Gratien, prêtre et carme espagnol († 21 septembre 1614).
- 13 juin : Naitō Nobunari, samouraï de la période Sengoku et du début de l'époque d'Edo au service du clan Tokugawa; il devient plus tard daimyo († 20 août 1612).
- 19 juin : Anne de Suède, princesse de Suède-Finlande († 20 mars 1610).
- 8 juillet : Charles d'Autriche, prince des Asturies († 24 juillet 1568).
- 1er août : Andrew Melville, universitaire écossais, théologien et réformateur protestant († 1622).
- 27 août : Alexandre Farnèse, noble italien, troisième duc de Parme et Plaisance, quatrième duc de Castro, et gouverneur des Pays-Bas espagnols († 3 décembre 1592).
- 7 septembre : Eitel-Frédéric Ier de Hohenzollern-Hechingen, premier comte de Hohenzollern-Hechingen († 16 janvier 1605).
- 12 septembre : Lorenzo Bianchetti, cardinal italien († 12 mars 1612).
- 20 septembre : Yamanaka Yukimori, samouraï de l'époque Sengoku de l'histoire du Japon († 20 août 1578).
- 23 octobre : Jean-Othon de Gemmingen, prélat allemand († 6 octobre 1598).
- 1er novembre : Hermann de Schaumbourrg, évêque élu de Minden († 5 mars 1592).
- 20 novembre : Ernest-Louis de Poméranie, duc de Poméranie († 17 juin 1592).
- 25 novembre : Anne de Jésus, religieuse, grande mystique et écrivaine espagnole († 4 mars 1621).
- 5 décembre : Janus Dousa, magistrat, philologue, historien, poète et patriote néerlandais († 8 octobre 1604).
- 7 décembre : Henry Stuart dit Lord Darnley, duc d'Albany et roi consort d'Écosse, deuxième époux de sa cousine Marie Ire d'Écosse, reine d'Écosse († 9 ou 10 février 1567)
- 16 décembre : Johann Eustach von Westernach, 44e Grand maître de l'Ordre Teutonique († 25 octobre 1627).

- Date précise inconnue :
  - Corneille van Aarsen, homme politique et diplomate hollandais († 22 mars 1627).
  - Adam Abutiekiewicz, compositeur polonais († 1611).
  - Juan d'Aguila, général espagnol († août 1602).
  - Azai Nagamasa, daïmio de la province d'Ōmi de la période Sengoku († 26 septembre 1573).
  - Cesare Baglioni, peintre baroque italien  († 1615).
  - Ludovico Balbi, compositeur de madrigaux et maître de chapelle italien († 15 décembre 1604).
  - George Bannatyne, commerçant et bourgeois d'Édimbourg († 1608).
  - Biagio Betti, peintre italien († 8 août 1615).
  - Simon de Bullandre, religieux et poète français († 15 décembre 1614).
  - Theodor Canter, critique hollandais († 1617).
  - Georges Chortatzis, dramaturge grec, crétois († 1610).
  - Giovanni Delfino, cardinal italien († 25 novembre 1622).
  - Thomas Doughty, noble, soldat et érudit anglais († 2 juillet 1578).
  - Claude Dupuy, magistrat et humaniste français († 1er décembre 1594).
  - Nicolas d'Estouteville, fils naturel reconnu du roi de France François Ier et de Louise Mistresson de La Rieux († 1567).
  - Francesco da Urbino, peintre italien († 30 novembre 1582).
  - Pedro de Bolduque, sculpteur espagnol († 1596).
  - John Gerard, botaniste anglais, célèbre pour son herbier († 1611 ou 1612).
  - Juan González de Mendoza, prêtre espagnol († 14 février 1618).
  - Hōjō Ujinori, samouraï de l'époque Sengoku au Japon († 22 mars 1600).
  - Anthony Holborne, joueur de cistre et compositeur anglais († 29 novembre 1602).
  - Itakura Katsushige, daimyō de l'époque Azuchi Momoyama et du début de l'époque Edo († 14 juin 1624).
  - Jōjō Masashige, samouraï de l'époque Sengoku et du début de l'époque d'Edo au service du clan Uesugi († 25 septembre 1643).
  - Barthélemy de Laffemas, économiste français († 1612).
  - Philippe-Christine de Lalaing, fille de Charles II de Lalaing et de Marie de Montmorency ainsi que l'épouse de Pierre de Melun († 9 juin 1582).
  - Mashita Nagamori, daimyo de l'époque Azuchi Momoyama et un des cinq go-bugyō désignés par Toyotomi Hideyoshi († 23 juin 1615).
  - Ciriaco Mattei, collectionneur d'art et sénateur italien († 1614).
  - Rumold Mercator, cartographe, fils de Gerardus Mercator († 1599).
  - William Morgan, religieux gallois, évêque de Llandaf et de St Asaph, premier traducteur de l'intégralité de la bible en langue galloise († 10 septembre 1604).
  - 'Abd ar-Ra'ūf ibn Tāj al-'Arifīn al-Munāwī, docteur de la loi chaféiste et spirituel soufi († 1621 ou 1622).
  - Nagamori Mashita, daimyo de l'époque Azuchi Momoyama († 23 juin 1615).
  - Virgilio Nucci, peintre italien († 1621).
  - Ōkubo Nagayasu, samouraï de l'époque d'Edo au service du clan Tokugawa († 13 juin 1613).
  - Oyamada Nobushige, général samouraï japonais dans l'armée du clan Takeda sous les ordres de Takeda Shingen, et plus tard Katsuyori Takeda († 16 avril 1582).
  - Frans Pourbus l'Ancien, peintre flamand († 19 septembre 1581).
  - Angelo Rocca, humaniste, bibliothécaire et ecclésiaste italien († 8 avril 1620).
  - Gilles de Ruellan, aristocrate et homme politique français († 1627).
  - Túpac Amaru, dernier inca quechua de la dynastie de Manco Inca († 24 septembre 1572).
  - Adrien de Vries, sculpteur maniériste néerlandais († 1626).
  - Anne Marie von Ziegler, alchimiste allemande († 7 février 1575).

- Vers 1545 :
  - Antoine de Cocquiel, militaire († 14 février 1614).
  - Robert Garnier,  poète et dramaturge français († 20 septembre 1590).
  - Jean de Hoey, peintre et graveur néerlandais († 8 septembre 1615).
  - Jean de Montluc de Balagny, seigneur de Balagny, prince de Cambrai, maréchal de France († 1603).
  - Adolf de Neuenahr, homme d'État et soldat allemand († 18 octobre 1589).
  - Valentin Otho, mathématicien allemand († en 1603).
  - Job Throckmorton, pamphlétaire religieux et membre du Parlement anglais († 23 février 1601).

- 1544 ou 1545 :
- Orazio Torsellini, jésuite, historien et écrivain italien († 6 avril 1599).

- 1545 ou 1546 :
- Gaspare Tagliacozzi, médecin italien († 7 novembre 1599).

## Décès en 1545
- 10 avril : Costanzo Festa, chanteur florentin de la maîtrise pontificale (né en 1467).

- 22 mai : Sher Shâh Sûrî, chef afghan, fils de Hasan Khan (° 1486).

- 12 juin : François Ier de Lorraine, fils d'Antoine, duc de Lorraine et de Bar, et de Renée de Bourbon-Montpensier, il fut duc de Lorraine et de Bar pendant 363 jours de 1544 à 1545 (° 23 août 1517).
- 15 juin : Élisabeth d'Autriche, archiduchesse d'Autriche, princesse de Hongrie et de Bohème (° 9 juillet 1526).

- 7 juillet : Pernette du Guillet, poétesse française (° 1520).
- 12 juillet : Marie-Manuelle de Portugal, archiduchesse de la Maison d'Autriche (° 15 octobre 1527).

- 8 août : Injong, douzième roi de la Corée en période Joseon (° 10 mars 1515).

- 9 septembre : Charles II d'Orléans, fils du roi de France François Ier et de son épouse Claude de France, duchesse de Bretagne, petit-fils par sa mère de Louis XII (° 22 janvier 1522).
- ? septembre : Hans Baldung, graveur, dessinateur, peintre et vitrailliste allemand  (° 1484 ou 1485).

- 18 octobre : John Taverner, compositeur anglais (° vers 1490).
- 23 octobre : Sir Humphrey Wingfield, homme politique anglais (° vers 1481).

- 9 novembre : Pietro Lando, 78e doge de Venise, de 1538 à 1545 (° 1462).

- Date précise inconnue :
  - Manco Capac II, fils de Huayna Capac et le demi-frère de Huascar et Atahualpa (° 1500 ou 1515).
  - Alejo Fernández, peintre espagnol, allemand (° vers 1475).
  - Vicente Masip, peintre espagnol (° vers 1475).
  - San Danielo da Pellegrino, peintre italien (° 1480).

- Vers 1545 :
  - Paolo da Caylina le Jeune, peintre italien (° vers 1485).
  - Giovanni Vincenzo Corso, peintre italien de l'école napolitaine (° vers 1490).